# Uvinza
Uvinza  este un oraș  în  partea de vest a Tanzaniei, în Regiunea Kigoma. Aeroport (cod ICAO: HTUV).